# كيفو روهوراهوزا
كيفو روهوراهوزا (بالإنجليزية: Kivu Ruhorahoza)‏، هُو مُخرج ومُنتج سينمائي رواندي.

## وصلات خارجية
- كيفو روهوراهوزا في قاعدة بيانات الأفلام على الإنترنت